# Ferrugem (cantor)
Jheison Failde de Souza (Rio de Janeiro, 20 de outubro de 1988), mais conhecido pelo nome artístico Ferrugem, é  um cantor e compositor brasileiro.
Após ganhar destaque com a canção "Climatizar" nas rádios, Ferrugem assinou com a gravadora Warner Music Brasil e lançou em 2015 seu álbum de estreia Climatizar. Seu segundo álbum Seja o Que Deus Quiser foi lançado em 2017. Porém Ferrugem só obteve visibilidade nacional após o lançamento do seu primeiro DVD Prazer, eu sou Ferrugem, lançado em 2018. O álbum lhe rendeu uma indicação ao Grammy Latino na categoria Melhor Disco de Samba e Pagode. Em 2019, lançou seu segundo DVD Chão de Estrelas.

## Biografia
Nascido no Rio de Janeiro, é filho da backing vocal Maristela Failde. A escolha do seu nome artístico foi feita por um amigo, que apelidou de "Ferrugem" por ser ruivo. O cantor disse que na na infância sofria preconceito por ser o único ruivo das rodas de samba em que ele participava, sendo apelidado pelos colegas de "Cabelo de Fogo" e "Fanta Laranja".

## Carreira

### 2009–17:ClimatizareSeja o Que Deus Quiser
Filho de uma backing vocal, começou a se interessar por música ainda criança, frequentando rodas de samba próximas da sua cidade. Aos 13 anos de idade, comprou um tantã e começou a tocar e compor suas próprias canções, passando a divulga-las na internet, o que lhe ajudou a fazer contatos importantes para iniciar sua carreira artística. Ganhou diversos admiradores ao apresentar a canção Mar Felicidade em Porto Alegre. Em 2011, surgiu uma oportunidade de se apresentar em São Paulo, criando a Roda De Samba do Vila Duca, na Vila Olímpia. Lá apresentou a música “Meu Bem”, que se tornou um sucesso nas rádios de São Paulo. 
Em 2014, passou a ter a sua carreira administrada pela Gold Produções e em seguida assinou contrato com a gravadora Warner Music. Em setembro, lançou seu primeiro single Climatizar. No dia 9 de fevereiro de 2015, lançou seu primeiro álbum intitulado Climatizar, que contou com a participação das cantoras Anitta e Alcione. O álbum teve como singles "Climatizar", "Tentei Ser Incrível", "Saudade Não é Solidão", "Ensaboado" e "Paciência". Tendo essa última na trilha sonora da novela da sete Rock Story. No dia 10 de fevereiro de 2017 lançou seu segundo álbum intitulado Seja o Que Deus Quiser. Tendo como singles "Eu Sou Feliz Assim", "O Som do Tambor", "Minha Namorada" e "Eu Juro".

### 2018–presente:Prazer, Eu Sou FerrugemeChão de Estrelas
No dia 16 de março de 2018, lançou terceiro álbum e primeiro DVD intitulado Prazer, Eu Sou Ferrugem. O álbum contou com a participação de Péricles, Marcos & Belutti, Nego do Borel, Thiaguinho, Suel, Bruno Cardoso e Ludmilla. O álbum teve como singles "Pirata e Tesouro", "Pra Você Acreditar", "É Natural" e "Sinto Sua Falta". No dia 6 de abril de 2019 gravou seu segundo DVD no Rio de Janeiro intitulado Chão de Estrelas, com a participações de Zé Neto & Cristiano, Léo Santana, Ivete Sangalo, Belo, Lucas Lucco, Reinaldo e Tiee. O álbum foi lançado no dia 19 de julho e tem como singles "Chopp Garotinho", "Nesse Embalo" E "Até Que Enfim".

## Vida pessoal
Entre 2008 e 2015, foi casado por sete anos com Juliana Barbosa, com quem teve uma filha chamada Júlia. Após a separação do casal, sua ex-mulher faleceu por conta de uma cirurgia feita de lipoaspiração e ele passou a cuidar sozinho da filha. Desde 2018, é casado com Thais Vasconcelos, com quem possui duas filhas chamadas Sofia e Aurora.

## Discografia

#### Álbuns de estúdio
- Climatizar (2015)
- Seja o Que Deus Quiser (2017)

#### Álbuns ao vivo
- Prazer, eu sou Ferrugem (2018)
- Chão de Estrelas (2019)

## Prêmios e indicações
| Ano  | Prêmio                                | Categoria                      | Indicação                         | Resultado | Ref.   |
| ---- | ------------------------------------- | ------------------------------ | --------------------------------- | --------- | ------ |
| 2016 | Prêmio Multishow de Música Brasileira | Experimente                    | Ferrugem                          | Indicado  | [ 27 ] |
| 2018 | Grammy Latino                         | Melhor Disco de Samba e Pagode | Prazer, eu sou Ferrugem           | Indicado  | [ 28 ] |
| 2018 | Melhores do Ano                       | Melhor Cantor                  | Ferrugem                          | Indicado  | [ 29 ] |
| 2018 | Prêmio Contigoǃ Online                | Melhor Cantor                  | Ferrugem                          | Indicado  |        |
| 2018 | Prêmio F5                             | Melhor Cantor                  | Ferrugem                          | Venceu    | [ 30 ] |
| 2019 | Troféu Internet                       | Revelação do Ano               | Ferrugem                          | Indicado  | [ 31 ] |
| 2019 | Prêmio Multishow de Música Brasileira | Melhor Cantor                  | Ferrugem                          | Indicado  | [ 32 ] |
| 2019 | Prêmio Multishow de Música Brasileira | Música Chiclete                | "Atrasadinha" (com Felipe Araújo) | Indicado  | [ 32 ] |
| 2019 | Prêmio Multishow de Música Brasileira | Música do Ano                  | "Atrasadinha" (com Felipe Araújo) | Venceu    | [ 33 ] |
| 2019 | Melhores do Ano                       | Melhor Cantor                  | Ferrugem                          | Indicado  | [ 34 ] |
| 2019 | Melhores do Ano                       | Música do Ano                  | "Atrasadinha" (com Felipe Araújo) | Venceu    | [ 34 ] |
| 2019 | Prêmio F5                             | Hit do Ano                     | "Atrasadinha" (com Felipe Araújo) | Indicado  | [ 35 ] |
| 2019 | Prêmio Contigo! Online                | Música do Ano                  | "Atrasadinha" (com Felipe Araújo) | Indicado  |        |
| 2020 | Troféu Internet                       | Melhor Cantor                  | Ferrugem                          | Pendente  | [ 36 ] |
| 2020 | Prêmio Área VIP                       | Hit do Ano                     | "Atrasadinha" (com Felipe Araújo) | Venceu    | [ 37 ] |